# Tortera del Vilar
La tortera del Vilar o fusayola de Valls es una tortera de cerámica ibera, de entre el siglo IV a. C. y principios del siglo II a. C., que fue recogida por un particular en el transcurso de unas obras realizadas en la zona del yacimiento del Vilar (Valls). Tiene una inscripción en dos líneas, posiblemente una dedicatoria. Fue publicada por primera vez por Mª Ester Fabra y Samuel Burguete (1986). Actualmente se conserva en una colección particular.
Las torteras se insertaban en el extremo inferior de los husos para favorecer el movimiento de rotación y aumentar la tensión de las fibras con el objetivo de conseguir hilos más uniformes y resistentes en el proceso de hilar. Tanto las fuentes clásicas griegas y latinas, como la iconografía presente en vasos griegos y los paralelos etnográficos coinciden en que la actividad de hilar era exclusivamente femenina.

## Descripción
La tortera está partida en dos fragmentos y tiene forma bitroncocónica con un diámetro máximo de 4 cm y una altura de 2,6 cm.
Su cronología no ha podido ser establecida con precisión, dado que apareció fuera de contexto, aunque los materiales del yacimiento delimitan un periodo comprendido entre el siglo IV a. C. y principios del siglo II a. C..

## Inscripción
La inscripción consta de dos líneas, la primera, con sus 22 signos, ocupa toda la circunferencia del cono superior, mientras que la segunda, de 6 signos, está bajo la primera. Hay también un posible signo aislado a la altura de la segunda línea, pero en el extremo opuesto, que se ha interpretado como una corrección para inserción en la primera fila.
La lectura epigráfica establecida por Ferrer es:
| p3 · i102 · ŕ5 · e1 · ke2 · ś1 · ta1 · n102 · a3 · ta1 · ŕ5 · ś1 · u4 · e1 · ki1 · a3 · r101 · s6 · i102 · n102 · e1 · ku2 · n102 |
| ḿ402 · ba1 · i102 · ba1 · i102 · ba1 · r6                                                                                         |

Las transcripciones publicadas son las siguientes:
- uśtanataŕśuekiaŕsinekunsiŕ/ libaibaŕ (Panosa i Domingo 1993, 215)
- ·iŕekeśta(ḿ)nataŕśuegiarsinekun / baibaibar (Ferrer i Jané 2008, 258)
- ·iŕe·keśtaḿn·ataŕśu·egiar·sinekun / baibaibar (Moncunill 2017)

### Interpretación
Para Panosa y Untermann se trataría de una inscripción de dedicatoria. En particular para Untermann (1995, 216), la palabra ekiar/egiar admitiría en los contextos donde aparece una interpretación del estilo "es obra de", "hecho por" o "hizo", mientras que uśtanataŕ y sinekunsiŕ serían antropónimos y el morfo śu indicaría quién sería el receptor y quién el autor de la dedicatoria.
Moncunill (2.017) identifica keśtaḿn como nombre común, variante de kaśtaun, que denomina el objeto o figuradamente su función. También identifica dos nombres propios: ataŕśu y sinekun. Para la estructura de la frase la interpretación sería aproximadamente: «esta tortera fue hecha por Atarsu para Sinekun».
El significado de la segunda línea es desconocido. El signo ba también se usa como unidad I y en este caso sería una marca metrológica: 1i 1i 1r.